# Poindimié
Poindimié (prononcé [pwɛ̃dimje] ; en langue paicî : Pwêêdi Wiimîâ) est une commune française de Nouvelle-Calédonie, située sur la côte Est de la Grande Terre en Province Nord, à 309 km de Nouméa, et à environ 30 km de Touho (nord-ouest) et de Ponérihouen (sud-est). La côte ouest (Koné) est à une centaine de kilomètres par la route transversale.
La commune fait partie de l'aire coutumière Paici-Camuki.

## Géographie
Poindimié se situe entre Ponérihouen (au sud) et Touho (au nord) à 310 kilomètres de Nouméa, sur la côte est de la Grande Terre[réf. nécessaire].
Le territoire de la commune est jalonné par trois vallées, d'orientations ouest-est, encaissées entre des lignes montagneuses de la Chaîne centrale : celle de la Tchamba au sud qui marque la limite avec Ponérihouen, celle de l'Amoa en son centre et celle de la Tiwaka au nord à la frontière avec Touho. Le point culminant de la commune est le Katalupaik, avec une altitude de 1 091 mètres[réf. nécessaire].
Le village chef-lieu s'étale sur environ 4 km en bord de mer, le long de la Route territoriale 3 (RT 3) qui en constitue la rue principale et l'axe de communication majeur. Il est encadré par les tribus de Poindimié au nord-ouest et d'Ina à l'est. Il est ainsi placé en situation charnière entre les deux districts coutumiers qui divisent la commune : celui de Wagap (12 tribus) qui en constitue environ les deux-tiers nord, et celui de Bayes (9 tribus) au sud[réf. nécessaire].  
Pendant longtemps commune la plus peuplée de la Province Nord, elle en est désormais, selon le recensement de 2009, la deuxième, derrière Koné. Elle reste la première de la côte Est sur le plan démographique. Elle compte ainsi 5 006 habitants, dont les trois quarts de Kanaks (76 %)[réf. nécessaire].

### Climat
| Mois                                            | jan.          | fév.          | mars          | avril         | mai          | juin          | jui.          | août         | sep.          | oct.          | nov.         | déc.          | année      |
| ----------------------------------------------- | ------------- | ------------- | ------------- | ------------- | ------------ | ------------- | ------------- | ------------ | ------------- | ------------- | ------------ | ------------- | ---------- |
| Température minimale moyenne (°C)               | 23,2          | 23,6          | 23,2          | 22            | 20,3         | 18,8          | 17,5          | 17,4         | 18,3          | 19,6          | 20,9         | 22,2          | 20,6       |
| Température moyenne (°C)                        | 26,2          | 26,6          | 26,3          | 25,2          | 23,5         | 22,1          | 21            | 21           | 21,8          | 22,9          | 24,1         | 25,3          | 23,8       |
| Température maximale moyenne (°C)               | 29,2          | 29,6          | 29,3          | 28,3          | 26,7         | 25,4          | 24,6          | 24,6         | 25,3          | 26,2          | 27,2         | 28,4          | 27,1       |
| Record de froid (°C) date du record             | 17,6 15.1970  | 17,9 23.1968  | 16,2 06.1966  | 15,8 29.1967  | 13,5 25.1966 | 12,5 17.1965  | 11,2 13.1965  | 11 22.1964   | 12,5 18.1977  | 12,5 09.1965  | 13,1 29.1972 | 14,8 20.1967  | 11 1964    |
| Record de chaleur (°C) date du record           | 33,8 30.2002  | 34,2 04.2008  | 34,4 06.1994  | 32,8 13.1988  | 31,2 09.2001 | 30,2 04.2006  | 29 15.1964    | 30,3 26.2007 | 32,1 27.2016  | 31 04.2021    | 33 25.2018   | 33,3 25.1995  | 34,4 1994  |
| Ensoleillement (h)                              | 186,9         | 158,8         | 163,5         | 165,3         | 153,1        | 148,2         | 174,3         | 186,6        | 195,5         | 207,9         | 186,3        | 192           | 2 118,2    |
| Record de vent (km/h) date du record            | 43 13.1988    | 36 20.1999    | 55 27.1996    | 26 08.2001    | 23,4 08.2017 | 22 17.2004    | 23 08.1987    | 26 22.2011   | 19 29.1999    | 21 12.2010    | 21,1 21.2016 | 35 24.1981    | 55 1996    |
| Précipitations (mm)                             | 351,7         | 371,8         | 421,3         | 232,2         | 216,7        | 170,5         | 119,4         | 104,4        | 102,2         | 123,8         | 184,8        | 231,6         | 2 630,4    |
| Record de pluie en 24 h (mm) date du record     | 400,4 12.1988 | 377,8 24.1965 | 335,9 29.1967 | 300,8 17.1975 | 187 21.2009  | 421,7 21.1975 | 267,7 17.1966 | 160 31.2019  | 321,2 06.2007 | 279,3 29.1984 | 160 22.1983  | 225,4 05.1983 | 421,7 1975 |
| Nombre de jours avec précipitations             | 18,3          | 18,9          | 19,5          | 16,4          | 14,1         | 11,3          | 9             | 8,3          | 8,4           | 11,1          | 12,7         | 15,7          | 163,9      |
| dont nombre de jours avec précipitations ≥ 5 mm | 10,9          | 12,4          | 12,8          | 9,5           | 7,6          | 6,4           | 4,7           | 4,3          | 4,1           | 5,2           | 7            | 9,2           | 94,2       |

| Diagramme climatique                                  |               |               |             |               |               |               |               |               |               |               |               |
| J                                                     | F             | M             | A           | M             | J             | J             | A             | S             | O             | N             | D             |
| 29,223,2351,7                                         | 29,623,6371,8 | 29,323,2421,3 | 28,322232,2 | 26,720,3216,7 | 25,418,8170,5 | 24,617,5119,4 | 24,617,4104,4 | 25,318,3102,2 | 26,219,6123,8 | 27,220,9184,8 | 28,422,2231,6 |
| Moyennes : • Temp. maxi et mini °C • Précipitation mm |               |               |             |               |               |               |               |               |               |               |               |

## Histoire
Le nom en paicî de Poindimié signifie littéralement «le cadet des Wiimîâ », ou Wiimîâ est un nom de clan que Jean Guiart et d'autres ethnologues identifient comme une partie des Mèwimèa de Kouaoua, plus au sud, qui auraient migré vers le territoire de l'actuel Poindimié.  

### 1856
La première mission est fondée dans la région par les pères maristes à Wagap en 1856. Elle est plus tard, en 1877, déplacée sur la rive droite de l'Amoa, à Tyè. Wagap accueille à la place des frères de l'Ordre cistercien de la stricte observance (« trappistes »), qui sont déplacés à la tribu de Tiwaka en 1889. Ce monastère est cependant fermé fin 1889. La Mission Catholique, sous les ordres de Mgr Emmanuel Vitte, évêque de Nouvelle-Calédonie, recherche un asile pour recueillir et isoler les prêtres condamnés et libérés. ELle achète les terrains (650 hectares, élargis à 800 hectares)[réf. nécessaire].
Les trappistes sont immédiatement relayés à Tiwaka par d'autres maristes, dont le père Stéphane Marie Berne (1856-1923), pour fonder l'« Œuvre (ou Asile) de Saint-Léonard » chargée de venir en aide aux forçats libérés. La mission de Tyè, avec son école pour Mélanésiens et son église inaugurée en 1899, acquiert une grande influence sur les populations locales de Poindimié. Elle introduit la culture du café, mais produit également des haricots, du maïs, du taro. De 1889 à 1920, 120 libérés sont recueillis, 12 dès 1889, pour une population moyenne de 60 à 90 asilés, avec construction progressives, en bois : cuisine, usine à café, boulangerie, hangars, ateliers (menuiserie, cordonnerie, forge, ferronnerie), bibliothèque, infirmerie, chapelle[réf. nécessaire].

### 1864
Les premiers colons à réellement s'installer font partie des Créoles réunionnais arrivés en Nouvelle-Calédonie entre 1864 et 1880, à une époque où les Mascareignes entrent dans une période de crise économique, et notamment sucrière, en raison d'une succession de sécheresses et de maladies s'attaquant aux cannes à sucre. Appuyées par le gouverneur Charles Guillain, les familles viennent s'installer avec leurs « engagés », main d'œuvre de « Malbars » (en fait Indiens) ou de « Cafres » (descendants d'esclaves africains). Ils se répartissent sur de grandes propriétés à plusieurs endroits de l'île, notamment dans la vallée de la Tiwaka : Sicre de Fontbrune a quelque 2 200 ha entre Koné et Tiwaka. Seulement, les invasions de sauterelles et l'insurrection kanak de 1878 d'Ataï met fin à l'exploitation de la canne à sucre, à l'exception de quelques producteurs comme les Gillot L'Étang à la Tiwaka par exemple. L'Asile Saint-Léonard de Tiwaka permet également de fixer dans la région des « Libérés » du bagne (et ce jusqu'au démantèlement des institutions de l'asile en 1920). Le domaine de Saint-Léonard de Tiwaka est revendu à messieurs Reuillard et Hervoüeth[réf. nécessaire].

### 1894
Mais le véritable mouvement de peuplement européen se fait dans le cadre de la «colonisation Feillet» : le gouverneur Paul Feillet décide en 1894 de « fermer le robinet d'eau sale » de la colonisation pénale et de lancer une vaste campagne de propagande en Métropole pour attirer des colons et y développer la culture du café sur des petites propriétés (de 10 à 50 ha en règle générale). L'un des sites retenus pour cette implantation est la vallée d'Amoa[réf. nécessaire]. 
En 1895, l'autorité coloniale annonce aux chefs d'Ina, de Tiéti et de Poindimié que leurs terres leur sont retirées pour y installer des agriculteurs européens (les populations mélanésiennes de ces trois tribus sont déplacées sur des terres de l'administration pénitentiaire). S'ensuit, entre 1896 et 1900, une période de vives tensions entre les Kanaks déplacés, soutenus par la mission de Tyè, Père François Vincent, (au problème foncier s'ajoute à partir de 1899 la question du paiement de la capitation). Parmi les familles de « colons Feillet » d'Amoa à avoir fait souche figurent, par exemple, les Claudel, Létocart, Nurdin ou Soury-Lavergne. Un centre villageois avait été prévu, et délimité, à Tiéti, mais il n'est jamais occupé, les colons préférant se répartir sur leurs terrains. L'espace de colonisation dans la vallée d'Amoa a ainsi rapidement augmenté à partir de la fin du XIXe siècle : limité avant 1896 aux quelque 2 hectares détenus par la mission de Tyè depuis 1889, il passe à 183 ha attribués en 1899, 540 en 1901, 700 en 1904 et 788 à la fin de 1908. À cette date, une grande partie de la vallée aval de l'Amoa a été concédée à des colons. C'est l'affaire d'Ina[réf. nécessaire].
Par la suite, le mouvement continue de manière plus ponctuelle, vers les ravins latéraux (1907-1925 puis l'amont (1926-1965) et enfin accaparement des interstices entre les parcelles éparses de l'amont (1965-1975), et la superficie totale des propriétés privées européennes passe à 964,5 ha en 1925, 1 175 en 1945 et 1 245 en 1965 pour culminer à 2 093 ha en 1978[réf. nécessaire]. 
À un mouvement de concentration dans la première moitié du XIXe siècle (du fait que beaucoup des colons Feillet abandonnent leur exploitation en raison des nombreuses difficultés auxquelles ils doivent faire face) qui aboutit au partage quasi exclusif des concessions de la vallée de l'Amoa entre trois propriétaires seulement en 1950 (Antoine Soury-Lavergne avec plus de 423 ha dont toute rive gauche de la basse vallée et quelques têtes de pont sur la rive droite, Jean Devillers avec 698 ha et Eugène Letocart avec 257 ha, à quoi s'ajoute uniquement le lot de 13 ha d'Henri Dewez en amont), succède un émiettement entre 1950 et 1965 en raison des successions de ces trois propriétaires (Antoine Soury-Lavergne et Jean Devillers ont eu tous deux quatre fils qui se partagent leurs terres, seul Eugène Letocart laissant une propriété unie à sa veuve)[réf. nécessaire]. 
Henri Dewez fonde de plus en 1945 les « Établissements de Poindimié » qui organise le lotissement de l'actuel village chef-lieu de Poindimié, sur la baie du même nom à l'est de la vallée d'Amoa : il se développe grâce à un désenclavement progressif (liaison routière avec Nouméa effectuée en 1954, construction du barrage de Povilla et de ponts sur la Tiwaka, l'Amoa et la Tchamba dans les années 1970, l'ouverture de l'hôpital en 1996 ou encore l'aménagement de la route transversale de la Koné - Tiwaka inaugurée en 2000)[réf. nécessaire].  

### 1978
L'extension des terres européennes continue jusqu'en 1978, à quoi s'ajoute une croissance démographique soutenue des Kanaks après 1946. Poindimié est ainsi un centre important de la revendication foncière mélanésienne qui se développe à partir des années 1970. Plusieurs cadres du « Groupe 1878 » (mouvement indépendantiste d'anciens étudiants kanak de la Grande Terre acquis aux idées du socialisme scientifique, fondé en 1971) viennent de cette commune (Francis Poadouy de la tribu d'Amoa, Paul Néaoutyine de Saint-Michel). C'est à la tribu d'Amoa qu'a lieu le congrès fondateur en mai 1976 du Parti de libération kanak (Palika), l'un des tout premiers mouvements politiques indépendantistes nés de la fusion du « Groupe 1878 » et des « Foulards rouges » loyaltiens de Nidoïsh Naisseline. Ensuite, le nom de « tendance d'Amoa » est donné à l'aile modérée et légaliste de ce parti, dirigée par Naisseline et Poadouy et qui finit par faire dissidence en 1981 pour créer le mouvement Libération kanak socialiste (LKS). Cette pression politique aboutit au lancement d'une réforme foncière à partir de 1978 : cela commence par l'acquisition par le Territoire des propriétés de Marie Soury-Lavergne et Eugène Devillers, qui servent à étendre les terres coutumières des tribus de Tiéti et Amoa. Puis, en 1980, Marc Devillers cède son domaine à un exploitant mélanésien, Jean-Luc Watanabé, tandis qu'en 1982 la Nouvelle-Calédonie entame le rachat des terrains de Fernand Devillers. Mais, dans le même, deux nouvelles concessions (ce seront les dernières) sont attribuées entre 1974 et 1979 dans l'Amoa supérieure pour les familles Obry, Masson et Morlet. Le total des propriétés européennes de la vallée d'Amoa sont ainsi retombées à 1544 ha en 1982. 
Durant la période des « Évènements » entre 1984 et 1988, Poindimié est le théâtre de plusieurs affrontements ou coups de force, dont surtout la prise en otages de dix gendarmes par des militants indépendantistes à Tiéti du 19 au 23 février 1988. Après que les militaires ont été relâchés, 15 indépendantistes sont arrêtés[réf. nécessaire].

## Politique et administration

### Administration
La commission municipale de Poindimié est créée en 1888. Son président est élu et prend le titre de maire en 1961, et Poindimié devient une commune de droit commun français en 1969. Touho est détaché administrativement de Poindimié  en 1964. Considérée comme la « capitale de la côte Est », Poindimié est le siège de la subdivision administrative Est créée par  la troisième loi Billotte en 1969 et supprimée à la suite de la provincialisation en 1989 (tout en obtenant à la place à partir de cette date une antenne de la nouvelle subdivision Nord), ainsi que le chef-lieu de l'éphémère Région Est qui a existé sous le statut Pons-II de 1988 à 1989. 
| Période                                  | Période  | Identité         | Étiquette        | Qualité |
| ---------------------------------------- | -------- | ---------------- | ---------------- | ------- |
| Les données manquantes sont à compléter. |          |                  |                  |         |
| 1961                                     | 1971     | Michel Devillers | UC               |         |
| 1971                                     | 1977     | Raymond Vauthier |                  |         |
| 1977                                     | 1989     | Francis Poadouy  | Palika puis LKS  |         |
| 1989                                     | En cours | Paul Néaoutyine  | FLNKS-UNI-Palika |         |

### Politique
Poindimié est resté un bastion des anciens membres du « Groupe 1878 », avec tout d'abord Francis Poadouy du Palika puis du LKS qui est maire de 1977 à 1989, puis Paul Néaoutyine, maire depuis 1989, qui est la principale figure du Palika depuis la fin des années 1980, l'ancien président unitaire du Front de libération nationale kanak et socialiste (FLNKS) de 1990 à 1995 et l'actuel président de l'Assemblée de la Province Nord depuis 1999. L'opposition anti-indépendantiste a longtemps été incarnée par Maurice Nénou, Kanak de Napoémien, membre du Rassemblement pour la Calédonie dans la République (RPCR) et député RPR de 1986 à son décès en 1996. Son fils, Bernard Nénou, lui succède à la tête de la section RPCR avant de passer, avec une grande partie de cette dernière, à l'Avenir ensemble en 2004 puis à Calédonie ensemble en 2008[réf. nécessaire]. 
Aux élections municipales de mars 2008, la liste FLNKS du maire sortant Paul Néaoutyine a été réélue avec 42,29 % des suffrages (951 voix) au 1er tour puis 50,22 % (1 267 votes) au 2e et 21 sièges sur 27. Arrivé en deuxième place, la liste estampillée divers droite « Poindimié pour tous », menée par l'ancien premier magistrat LKS Francis Poadouy allié à l'Avenir ensemble de Bernard Nénou, a obtenu successivement 26,92 % (592 bulletins) et 28,89 % des suffrages (729 voix), et 4 conseillers municipaux. Venaient ensuite le Rassemblement-UMP (nouveau nom depuis 2004 du RPCR) de Robert Ihagé (président de la section de Poindimié du parti), Céline Vauthier (élue au Congrès et à l'Assemblée de la Province Nord depuis 2004) et Jean Obry (368 voix et 16,36 % puis 292 votes et 11,57 %, 1 élu), puis le Parti travailliste (bras politique du syndicat indépendantiste USTKE) d'Edwin Hiotua (338 suffrages et 15,03 % puis 235 bulletins et 9,31 %),. 
Aux élections provinciales du 10 mai 2009, la liste Union nationale pour l'indépendance (UNI, coalition dominée par le Palika au sein du FLNKS) de Paul Néaoutyine arrive largement en tête dans la commune avec 1 014 voix (44,95 %). Vient ensuite l'Union calédonienne (UC, autre composante principale du FLNKS), tirée dans la province par le maire de Canala Gilbert Tyuienon (liste qui ne comporte aucun candidat provenant de Poindimié), et ses 324 votes (14,36 %). Le Parti travailliste améliore son score depuis les municipales, arrivant 3e avec 288 scrutins (12,77 %). « Une Province pour tous » de Gérard Poadja, de tendance Calédonie ensemble avec Bernard Nénou en 15e position et Christian Toumidou en 3e, est la formation anti-indépendantiste qui obtient le plus de voix, mais pas autant que « Poindimié pour tous » aux municipales, avec 282 suffrages (12,5 %), contre 204 (9,04 %) au Rassemblement-UMP (menée dans la province par Léontine Ponga de Kouaoua, avec Robert Ihagé en 6e place et Jean Obry en 12e) et 133 (5,9 %) à l'Avenir ensemble d'Éric Babin (avec Francis Poadouy en 3e position). La Fédération des comités de coordination indépendantistes (FCCI, indépendantistes modérés traditionnellement alliés depuis leur création en 1998 au Rassemblement-UMP) de l'ancien maire de Canala et ancien président de la Province Nord Léopold Jorédié ferme la marche dans la commune, avec seulement 11 bulletins (0,49 %) en sa faveur.

## Économie et infrastructures
Le développement de Poindimié en tant que « capitale de la côte Est » a permis l'installation de nombreuses infrastructures de services :
- l'un des deux établissements du Centre hospitalier du Nord (CHN), l'hôpital Raymond-Doui Nébayes (38 lits : 24 en court séjour dont 14 en médecine, 2 en chirurgie, 6 en obstétrique et 2 en soins critiques ; 14 polyvalents de soins de suites et de réadaptation en moyen séjour[réf. nécessaire]),
- l'unique lycée public général de la Province Nord, le lycée Antoine-Kéla (298 élèves à la rentrée 2010)[13],
- le collège public Raymond-Vauthier (356 élèves en 2010, plus 63 en SEGPA et 62 dans l'Antenne de lycée professionnel ALP)[14],
- le collège privé catholique Jean-Baptiste-Vigouroux à Tyè (héritage de la mission)[réf. nécessaire].

Le tourisme s'est développé sur la base de la mise en valeur de l'environnement naturel. Les vallées sont les sites les plus visités de la commune, pour leurs paysages, tout particulièrement celles d'Amoa, de la Tchamba, de Napoémien (gîte Les Pouroa et guide de randonnée pour la découverte du mode de vie en tribu et des pétroglyphes), d'Ina (Gîte Néwé Jïé et Relais Le MO.SA.SA avec table d'hôte) ou de Névaho. La partie du lagon bordant la commune a été intégrée à l'une des six zones classées au patrimoine mondial, ce qui en fait un lieu recherché pour la plongée sous-marine (avec le club Tiéti Diving), la randonnée palmée et le taxi-boat vers l'îlot côtier de Tibarama (avec le club Aqualagoon), les excursions et loisirs divers (avec Brousse O'thentik). Poindimié dispose de l'un des quatre hôtels « 3 étoiles » de la Province Nord, le Tieti Tera Beach Resort, ouvert en 2008[réf. nécessaire]. 
L'activité principale reste l'agriculture, avec une production de café relativement forte, malgré un certain déclin depuis les années 1960 (du fait de plusieurs facteurs dont le départ de la main d'œuvre indonésienne, et l'invasion de la fourmi électrique). Poindimié est la seule commune néo-calédonienne à faire pousser des plants de café en plein village. 
Les tribus continuent à pratiquer également la polyculture vivrière traditionnelle (ignames, taros). Une partie de leur production est en vente en stand de bord de route, ou aux différents marchés[réf. nécessaire].

## Démographie
L'évolution du nombre d'habitants est connue à travers les recensements de la population effectués dans la commune depuis 1956. À partir de 2006, les populations légales des communes sont publiées annuellement par l'Insee, mais la loi relative à la démocratie de proximité du 27 février 2002 a, dans ses articles consacrés au recensement de la population, instauré des recensements de la population tous les cinq ans en Nouvelle-Calédonie, en Polynésie française, à Mayotte et dans les îles Wallis-et-Futuna, ce qui n’était pas le cas auparavant. Ce recensement se fait en liaison avec l'Institut de la statistique et des études économiques (ISEE), institut de la statistique de la Nouvelle-Calédonie. Pour la commune, le premier recensement exhaustif entrant dans le cadre du nouveau dispositif a été réalisé en 2004, les précédents recensements ont eu lieu en 1996, 1989, 1983, 1976, 1969, 1963 et 1956.
En 2019, la commune comptait 5 006 habitants, en augmentation de 2,83 % par rapport à 2014 (Nouvelle-Calédonie : +0,98 %).
| 1956  | 1963  | 1969  | 1976  | 1983  | 1989  | 1996  | 2004  | 2009  |
| ----- | ----- | ----- | ----- | ----- | ----- | ----- | ----- | ----- |
| 2 152 | 2 519 | 2 481 | 3 010 | 3 644 | 3 590 | 4 340 | 4 824 | 4 818 |

| 2014  | 2019  | - | - | - | - | - | - | - |
| ----- | ----- | - | - | - | - | - | - | - |
| 4 868 | 5 006 | - | - | - | - | - | - | - |

## Tribus
- Aire coutumière Paici-Camuki
  - District Bayes : Bayes, Ina, Napoémien, Nessapoué, Ometteux, Ouindo, Paama, Pambou, Tibarama et Névaho
  - District Wagap : Galilée, Poindimié, St Denis, St Michel, St Paul, St Thomas ou Ste Thérèse-Poutchala, Tiéti, Ti-Ounao, Tiwaka, Tye, Wagap

## Culture  locale et patrimoine

### Lieux et monuments
- Église du Sacré-Cœur de Tyé.
- Chapelle de Wagap.

Le Festival international du cinéma des peuples, baptisé Anûû-rû âboro (L'ombre de l'Homme, "cinéma" en paicî), est organisé chaque année en octobre-novembre, depuis 2007 à Poindimié. La dixième édition est particulièrement riche et festive, avec 60 documentaires venant de 45 pays, 280 projections (dans les 30 collectivités associées), 23 réalisateurs.
Le Salon international du livre océanien (SILO) se tient annuellement en septembre, depuis 2006, à Poindimié ou dans d'autres cités. 
Le village compte une médiathèque et une librairie. 
La commune fait partie de l'aire linguistique du paicî, même si le cèmuhî est également parlé dans certaines tribus.

## Personnalités
- Paul Néaoutyine (1951-), homme politique néo-calédonien.
- Didier Poidyaliwane (1966-2022), homme politique néo-calédonien.

## Points d'intérêt touristique
- marché dès 7h : Village (mercredi et vendredi), Napoémien (1 samedi sur 2), Tchamba (dernier vendredi du mois),
- édifices religieux : Tié / Tyé (1865), Saint-Pierre d'Ometteux, Saint-Paul, vestiges de l'abbaye et de la chapelle de Wagap, temple de Tibarama,
- tourisme, éco-tourisme : 
  - produits locaux, jardins, serres, fermes, parfums,
  - randonnées et excursions (pédestres, équestres, automobiles, cyclistes, kayak),
  - GR nord, sentiers du Koyaboa,
  - îlots côtiers Tibarama, Faux Tabac, Bois de fer, plateau de Tyé, Petit Kokingone, Grand Kokingone, passes diverses,
  - plages, dont Tiéti, plongée
  - récif à plongée : Phuket, L'Arche, Val d'Isère, Spaghetti, Natacha,
  - piscine municipale,
- Restauration, hébergement,
  - Hôtels : Tiéti (***), hôtel de la Plage,
  - Gîtes : Newe Jie (Ina), La Pouroua (Napoémien),
  - Campings : Tiéti, Napoémien, Névaho, Ina...
- fêtes
  - communale (cocotier, pandamus, taro...),
  - de la Cordyline, début juillet,
  - des fleurs, fin septembre,
  - festival international du cinéma des peuples (anuuruaboro.com),
  - salon international du livre océanien (silo.nc),
  - semaine artisanale Art'Eat, fin mai,

## Repères routiers nord-sud: RPN 3
(octobre 2016).
- - vallée de la Tiwaka, route transversale RPN2 Koné-Tiwaka, vers Koné, par Pombeï (chutes), Bopope (Pwôpwôp), Netchaot, Poindah, Goro...
  - Pwèéö, nombreuses aires aménagées entretenues,
  - Wagap, cocoteraie,
  - vallée, Saint-Denis, mangrove, RM65 vers Tutuli,
  - vallée de l'Amoa, Tié, ou Tyé : mission, église, presbytère, école, internat, boulangerie, grange, 
    - nakamal Lépispis, radeaux, ruines d'ancien barrage,
    - Neaeue, Saint-Michel, Saint-Thomas, Sainte-Thérèse,

  - Nécêti, route des Écoles, RM20,  ou Tyé
  - Tieti, plage, hôtels, Tieti Tera Beach Resort,
  - pont, terrain de sport (face à la mer), salle omnisports, supérette, Gendarmerie Mobile,
  - mairie, pont,
  - Centre hospitalier Raymond Doui Niebayes, piscine municipale, marina
  - Napetamwa, Négropo, Nage, mangrove, îlot Ena, Tabirama,
  - Paaba,
  - Wiido,
  - Ometteux,
  - vallée de la Tchamba et de la Névaho, Tiakan, forêt primaire, ponts, église Saint-Paul,
  - la Napoémien, petites cascades,
  - Tiakan, Néouta (Nawetaa), pont sur la Népoué,
  - Ponérihouen

## Repères routiers ouest-est:RPN 2, transversale Koné-Tiwaka
(octobre 2016).
- RT1 
  - nord : Koné (Koohnê),
  - sud : Pouembout (Pwèbuu),
- vallée de la Koné
  - (route de Tiaoue (CéWé),
  - Bako, Pelaoui,
  - nord, vers Noëli (Näweèlé), Tiaoue (CéWé),
  - sud : Poindah (Pwaadë),
  - est : Putoé,
  - nord, vers Naëmî,
  - sud-est Netchaot (Hêcaalolè), au moins une aire aménagée avec point de vue,
- vallée de la Tiwaka, 3 sites de repos aménagées et entretenues, dont un avec rivière baignable, et A-Pwa-Pou-Jou,
  - Bopope (Pwöpwöp), vallée de la Pwameju,
  - Pombéi,
  - sud : Tiwaka,
- RPN 3
  - nord : Kokengone, Koé, Touho, Hienghène...
  - sud : Pweeo, Wagap, Poindimié, Ponérihouen, Canala...